# NGC 47
NGC 47 és una galàxia espiral barrada a la constel·lació de la Balena (Cetus).
Va ser descoberta el 1886 per Ernst Wilhelm Leberecht Tempel.
El seu nom alternatiu NGC 58 es deu a l'observació feta per Lewis Swift, que no sabia que Tempel ja l'havia descobert abans.